# Friedrich Dewischeit
Friedrich Dewischeit (ur. 5 marca 1805 w Królewcu, zm. 27 sierpnia 1884 w Gąbinie (Gumbinnen)) – niemiecki poeta.

## Życiorys
Był synem komisarza policji Johanna Jakoba. Studiował prawo, filologię niemiecką i klasyczną. W latach 1829–1845 był nauczycielem w gimnazjum w Ełku. W 1832 roku poślubił ełczankę Idę, córkę swojego szefa. Dwa lata wcześniej wraz z innymi studentami, powołał w Królewcu Corps Masovia. Typowy przedstawiciel romantyzmu: muzyk i poeta. Kompozytor pięciu mazurskich pieśni. Najbardziej znana to Dziko szumi jezioro (pierwotnie Pieśń mazurskiego wędrowca), która stała się czymś w rodzaju hymnu Mazur.

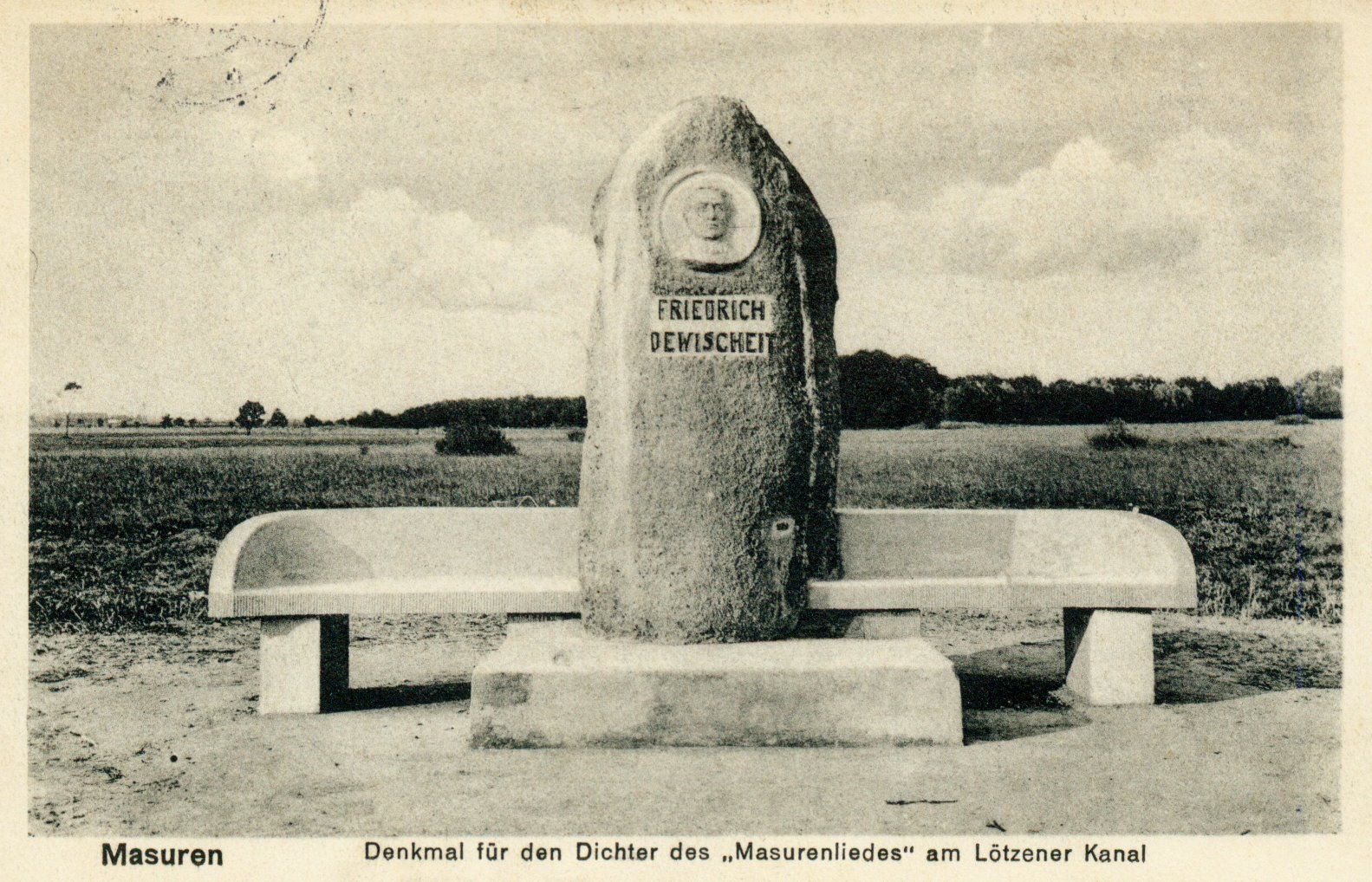
Pomnik Friedricha Dewischeita w Giżycku

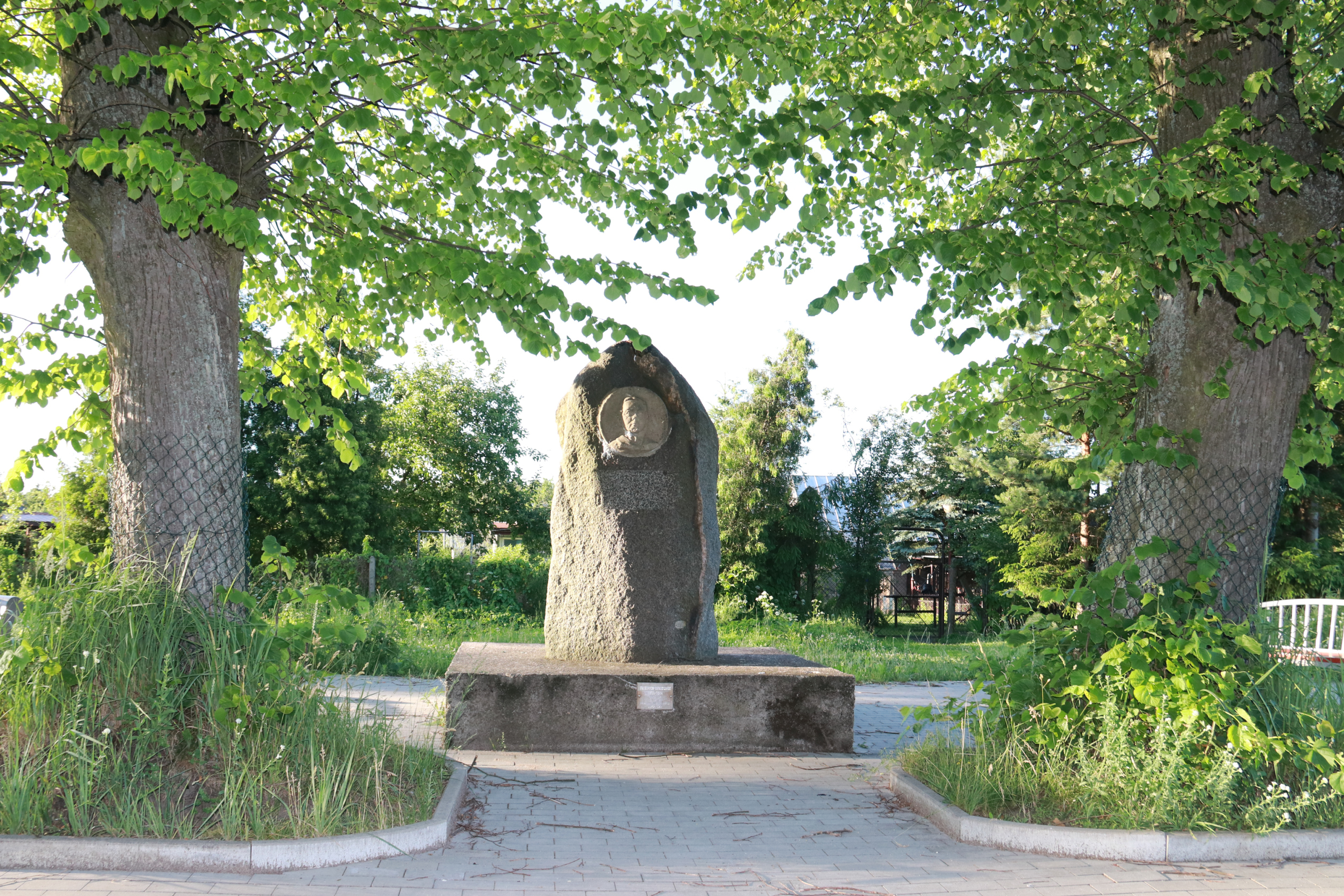
Pomnik Friedricha Dewischeita w Giżycku (2019)

Jego pomnik, ufundowany przez giżyckich rybaków, wystawiono w Giżycku w 1915 roku. Rybacy wracając z łowisk trawersując pomnik śpiewali pieśń Dziko szumi jezioro.